# KEIRINグランプリ'94
KEIRINグランプリ'94（けいりんぐらんぷりきゅうじゅうよん）は1994年12月30日に立川競輪場で開催されたKEIRINグランプリである。優勝賞金3560万円。

## 出場選手
| 車番 | 選手       | 登録地 |                            |
| ---- | ---------- | ------ | -------------------------- |
| 1    | 神山雄一郎 | 栃木   | 高松宮記念杯競輪優勝       |
| 2    | 小橋正義   | 岡山   | 日本選手権競輪優勝         |
| 3    | 吉岡稔真   | 福岡   | 競輪祭優勝、寬仁親王牌優勝 |
| 4    | 鈴木誠     | 千葉   |                            |
| 5    | 井上茂徳   | 佐賀   |                            |
| 6    | 高橋光宏   | 群馬   | 全日本選抜競輪優勝         |
| 7    | 山田裕仁   | 岐阜   |                            |
| 8    | 稲村成浩   | 群馬   |                            |
| 9    | 滝澤正光   | 千葉   |                            |

## 競走結果
| 着順 | 選手       | 決まり手 |
| ---- | ---------- | -------- |
| 1    | 井上茂徳   | 差       |
| 2    | 滝澤正光   | マーク   |
| 3    | 吉岡稔真   |          |
| 4    | 高橋光宏   |          |
| 5    | 山田裕仁   |          |
| 6    | 神山雄一郎 |          |
| 7    | 小橋正義   |          |
| 8    | 鈴木誠     |          |
| 9    | 稲村成浩   |          |

### 配当金額
| 枠単 | 4-6 | 4760円 |

## エピソード
- GP単体の売上は、90億1217万0100円[1][2]。

- シリーズ三日間の売り上げは、182億7182万8400円となった。

### 競走データ
- 当年のオールスター競輪（いわき平競輪場）で優勝したのは出口眞浩（神奈川）であったが、出口は当レースの出場権を得られなかった。当時の規定では、KEIRINグランプリ出場資格は「当年のグランプリ開催時点でS級1班在籍していること」が条件であったため、当年12月よりS級2班への降格が既に決定していた（当時は級班の移動は4か月サイクルで、毎年4月・8月・12月に移動があった）出口には当年のグランプリ出場権は与えられなかった。なお、出口はその後引退するまでグランプリ出場を果たせなかった。
  - 当年のGI優勝経験者が、現役のままその年のグランプリ出場を果たせなかったケースは、出口のみ。
  - なお、小川博美と波潟和男も、特別競輪（現在のGI）で優勝しながらも当年のKEIRINグランプリが開催中止となり、その後引退するまで一度もグランプリ出場を果たせなかった。
  - 他にも、松本整が2004年の第55回高松宮記念杯で優勝した直後に引退したため、その時点で出場資格を失っている。
  - 現在の規定では、当年のグランプリ開催時にS級（2班でも可）に在籍していれば、当年のグランプリ出場権が得られる。ただ、2019年までで過去に出場した選手は全て、S級S班（S班創設以降は、出場選手全員がS班である）ないし1班（S班創設前）のみである。